# さなづら

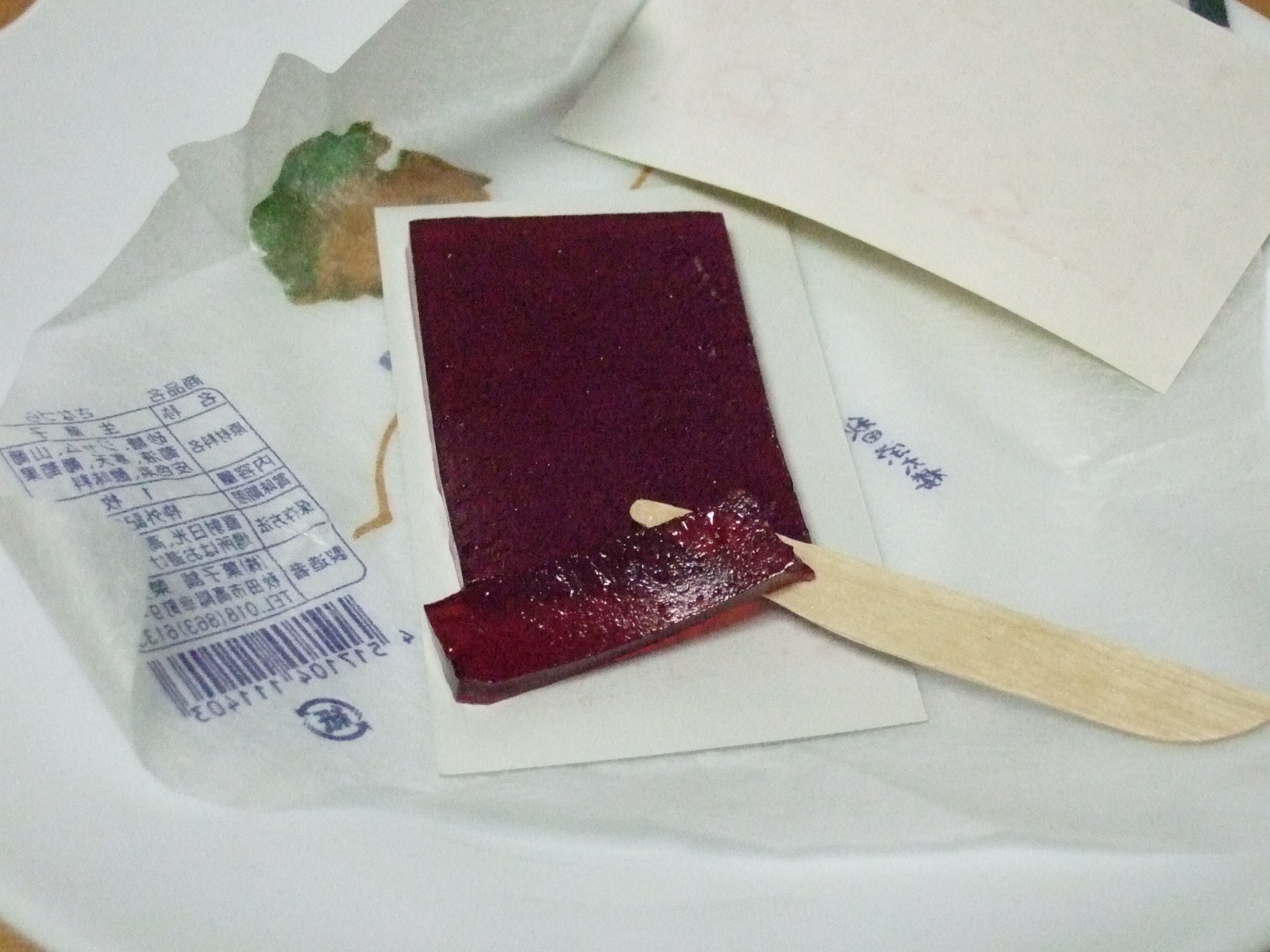
さなづら

さなづらは、ヤマブドウの果汁を固めて作られたゼリー状の和菓子で、秋田県の銘菓である。本来はヤマブドウの一品種を指す秋田弁であったが、菓子としての方が有名になっている。
板状に成形した菓子を、経木を模した2枚の厚紙で挟み、和紙で包んで個包装にする。爪楊枝を大きく平たくしたような木べらが付属する。形態は山形県の銘菓「のし梅」と似ているが、色合いや風味は異なる。
製造店のひとつである菓子舗榮太楼は、さなづらから派生したゼリーやソフトクリームなども販売している。

## 外部リンク

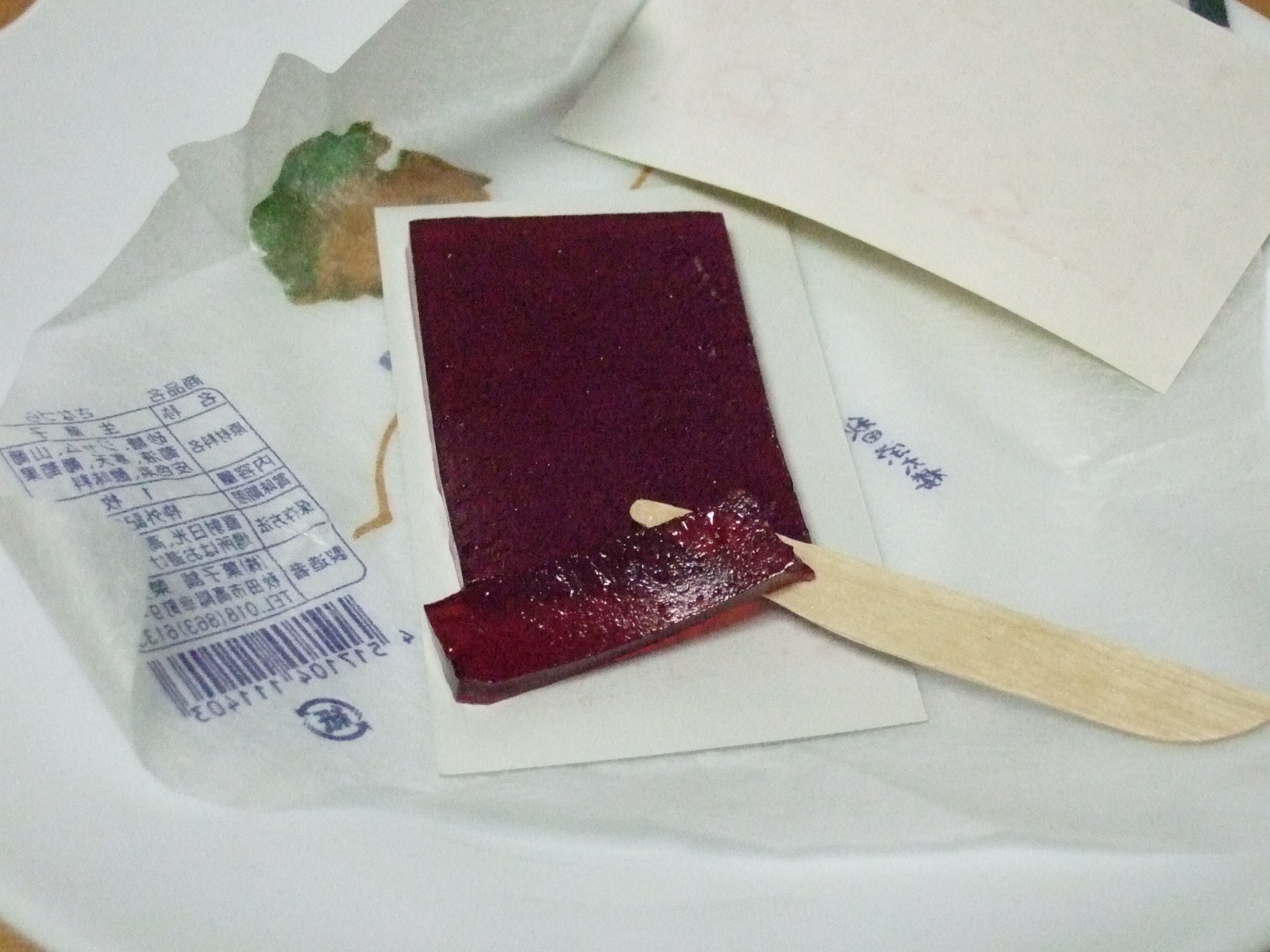
さなづら